# 藤堂明保
藤堂明保（1914年11月19日—1985年2月26日），日本汉学家，研究汉语音韵学、语源学和文字学。

## 著作
代表作有《中國語音韻論》（1957）、《漢字語源辞典》（1965）、（汉字及其文化圈，1971）等。